# De'Longhi
De'Longhi es un fabricante italiano de pequeños electrodomésticos con sede en Treviso, Italia.

## Historia
La empresa fue fundada por la familia De'Longhi en 1902 como un pequeño taller de fabricación de piezas industriales. La compañía se incorporó en 1950. Históricamente, un importante productor de calentadores portátiles y acondicionadores de aire, se ha expandido para incluir casi todas las categorías de pequeños electrodomésticos en la preparación de alimentos y la cocina, así como también en los segmentos de limpieza y planchado del hogar. De'Longhi es especialmente conocido por las máquinas de café express de la serie Artista, el fabricante de helados De'Longhi y el aire acondicionado portátil Pingüino.
De'Longhi es conocido por el diseño de sus productos. Su línea de electrodomésticos de cocina Esclusivo ganó el premio de diseño Red Dot en 2007. El director de diseño de De'Longhi]], Giocomo Borin, fue reconocido como uno de los 50 diseñadores más influyentes del mundo en 2006.
La adquisición de Climaveneta SpA y DLRadiators por parte de De'Longhi en el año 2000 permitió a De'Longhi ingresar al mercado comercial de HVACR (Aire acondicionado y refrigeración por ventilación de calefacción).
La adquisición por parte de De'Longhi de £ 45.9 millones (aproximadamente $ 66.7 millones) en 2001 del fabricante británico de electrodomésticos Kenwood le dio a De'Longhi acceso a la fábrica china de Kenwood. Como resultado, muchos de los productos de De'Longhi ahora se importan de China, mientras que el diseño y la ingeniería permanecen en gran parte en Italia.
La adquisición de una participación mayoritaria en RC Group, un actor líder en refrigeración de tecnología de la información, en 2006 ha fortalecido la presencia de De'Longhi]] en el mercado HVACR.
En total, De'Longhi opera 13 instalaciones de producción y 30 subsidiarias internacionales que apoyan las ventas a 75 países en todo el mundo. Las ventas internacionales representan casi el 75 por ciento de los ingresos totales del grupo, que alcanzaron los 1.630 millones de euros en 2010.
El 2 de enero de 2012, el grupo DeLclima se creó como una separación de De'Longhi. El 16 de abril del mismo año, De'Longhi compró derechos perpetuos para fabricar productos de marca Braun de Procter & Gamble en el segmento de pequeños electrodomésticos. Procter & Gamble continuará siendo propietaria de la marca Braun. Se pagaron inmediatamente 50 millones de euros y se pagarán 90 millones de euros durante los próximos 15 años.
Las acciones de la compañía se cotizan en la bolsa de Milán.
En octubre de 2017 la Fundación de Asma y Alergia de América y Allergy Standards Limited anunciaron que cinco deshumidificadores De'Longhi obtuvieron la Certificación de Asma y Alergias. Estos son los primeros deshumidificadores que reciben la marca del programa.